# Miklósháza
Miklósháza románul: Nicolinț, falu Romániában, a Bánságban, Krassó-Szörény megyében.

## Fekvése
Oravicabányától délnyugatra, Jámtól délkeletre, Rakasd és Újruszolc közt fekvő település.

## Története
Miklósháza nevét 1389-ben említette először oklevél Myklosfalwa, Miklósfalva néven.
1690-1700 között Nikolinacz, 1717-ben Nicolinzi, 1723-ban Nikolinz, 1778-ban Mikolinze, 1808-ban Nikolincz, Nikolince, 1913-ban Miklósházaként említették.
A trianoni békeszerződés előtt Krassó-Szörény vármegye Jámi járásához tartozott.
1910-ben 1223 lakosából 1182 román, 32 cigány volt. Ebből 1214 görög keleti ortodox volt.

## Források

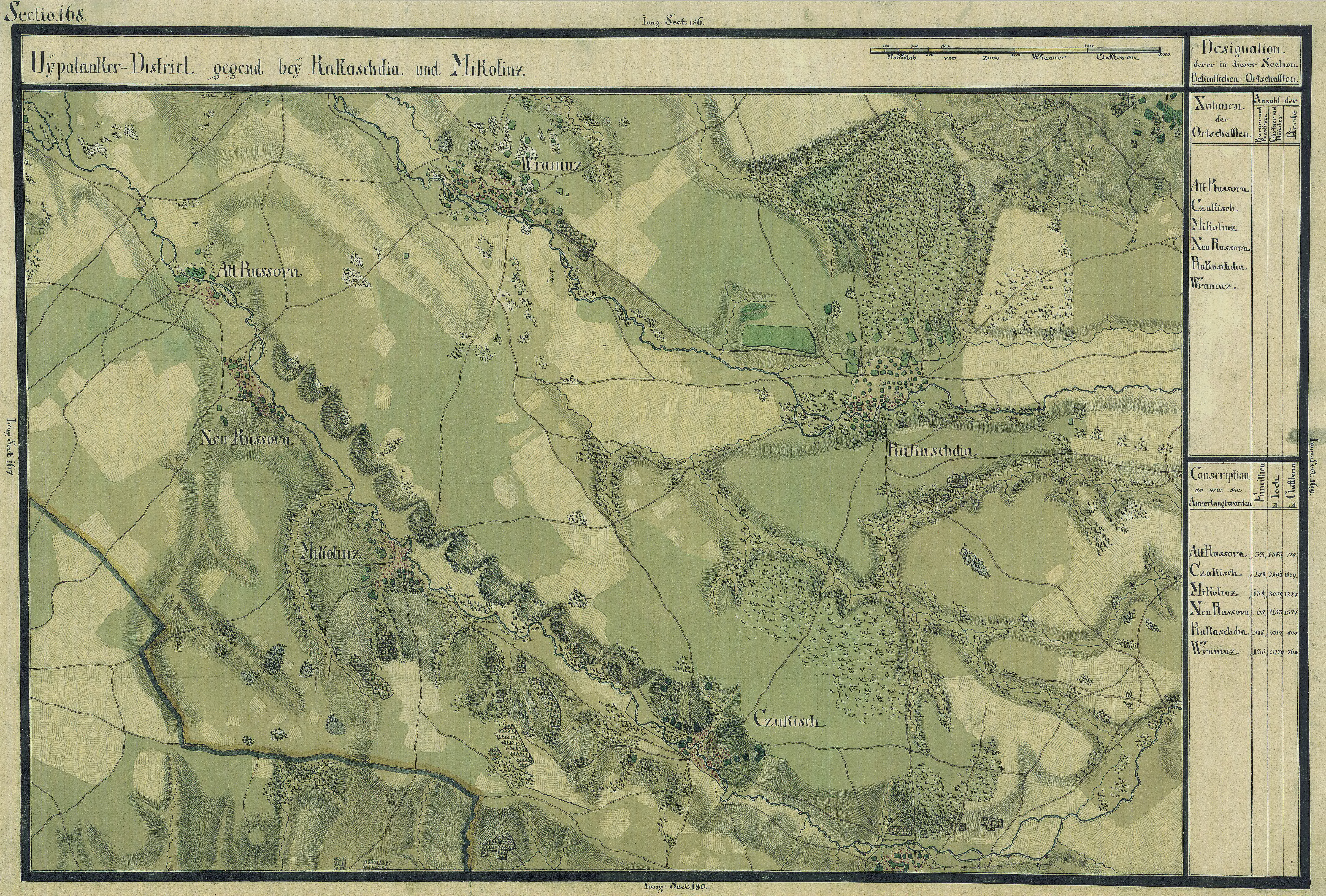
Miklósháza egy régi térképen